# ويني ماديكيزيلا مانديلا
ويني ماديكيزيلا مانديلا (بالإنجليزية: Winnie Madikizela-Mandela) (ولدت 26 سبتمبر 1936 وتوفيت 2 أفريل 2018) سياسية من جنوب أفريقيا وعضو في المؤتمر الوطني الأفريقي (ANC) والزوجة السابقة للمناضل نيلسون مانديلا (1957–1996).

## زواجها من مانديلا
التقت في شبابها بالمحامي مانديلا النشط ضد التمييز العنصري سنة 1957. وتزوجا في السنة الموالية (1958) ورزقا ببنتين هما زيناني (1959) وزيندزي (1960). فرّق السجن بين الزوجين، ورغم الحبس والأقاويل التي راجت حول ويني حول أعمال وحشية إلا أن مانديلا بقي إلى جانبها. الزواج لم يستمر بسبب الخلافات وانتهى بإعلان عن الطلاق في مارس سنة 1996, ومن أصدقائها فاطمة مير وهي من أصل هندي اشتهرت بنشاطها السياسي كفاحها ضد الفصل العنصري وهي عضو السابق في المؤتمر الوطني الأفريقي وأيضا كتبت لاحقا كتاب «أسمي من الأمل» يتحدث عن السيرة الذاتية لمانديلا.

## روابط خارجية
- ويني ماديكيزيلا مانديلا على موقع IMDb (الإنجليزية)
- ويني ماديكيزيلا مانديلا على موقع الموسوعة البريطانية (الإنجليزية)
- ويني ماديكيزيلا مانديلا على موقع مونزينجر (الألمانية)
- ويني ماديكيزيلا مانديلا على موقع إن إن دي بي (الإنجليزية)
- ويني ماديكيزيلا مانديلا على موقع قاعدة بيانات الفيلم (الإنجليزية)